# Sinhô
José Barbosa da Silva, plus connu sous le nom de Sinhô (Rio de Janeiro, 1888 – Rio de Janeiro, 1930) est un instrumentiste et compositeur brésilien.
Il est l'un des pionniers de la samba de Rio au début du XXe siècle.

## Biographie

### Jeunesse et débuts
Fils d'Ernesto Barbosa da Silva, peintre et admirateur des grands chorões de l'époque, Sinhô est encouragé à étudier la flûte, mais il ne réussit pas bien avec cet instrument et se consacre au piano et au violão.
Il se marie tôt, à l'âge de 17 ans, avec la Portugaise Henriqueta Ferreira, devant travailler pour subvenir aux besoins de leurs trois enfants. Vers 1911, il devient pianiste professionnel, animant les danses de groupes de danse, comme le Dragão Club Universal et le Grupo Dançante Carnavalesco Tome a Bença da Vovó. Il ne manque jamais une roda de samba chez Tia Ciata, où il rencontre ses collègues joueurs de samba Germano Lopes da Silva, João da Mata, Hilário Jovino Ferreira et Donga.

### Carrière
Comme beaucoup, il est surpris lorsque Donga, en 1917, enregistre comme sienne (puis en partenariat avec Mauro de Almeida) la samba du carnaval Pelo telephone, un thème de composition collective régulièrement joué par tous chez Tia Ciata sous le nom d'O roceiro. La chanson, qui fait encore débat aujourd'hui, a généré l'une des plus grandes controverses de l'histoire de la musique brésilienne, plusieurs compositeurs, dont Sinhô, en revendiquant la paternité partielle ou totale. Pour alimenter la polémique, ce dernier compose, en 1918, Quem são eles (« Qui sont-ils ? »), dans une claire provocation envers les partenaires de Pelo telephone. En représailles, des chansons ont été composées à son intention : Fica calmo que aparece (« Attention, il arrive ») de Donga, Não és tão falado assim (« On ne parle pas autant de vous »), de Hilário Jovino Ferreira, et Já te digo (« Franchement »), de Pixinguinha et son frère China, qui lui ont donné un profil pas si élégant : (« Ele é alto e feio/ e desdentado/ ele fala do mundo inteiro/ e já está avacalhado... » (« Il est grand et laid/ et édenté/ il parle du monde entier/ et il est déjà fou... ». Sinhô réplique à son tout avec la marchinha O Pé de Anjo (« Le Pied d'Ange »), la première composition enregistrée sous le nom de marcha.
Son goût pour la satire lui pose des problèmes plus sérieux lorsqu'il compose Fala Baixo (« Parle doucement », 1921), une blague sur le président Artur Bernardes. Il se voit obligé de fuir vers la maison de sa mère pour éviter d'être arrêté. Il cultive une réputation de fêtard, organisant de grandes fêtes dans les bordels, ce qui ne l'empêche pas de remporter le noble titre officieux de « Rei do Samba » (« Roi de la Samba ») lors de la Nuit luso-brésilienne, organisée au Teatro República, en 1927.

### Dernières années

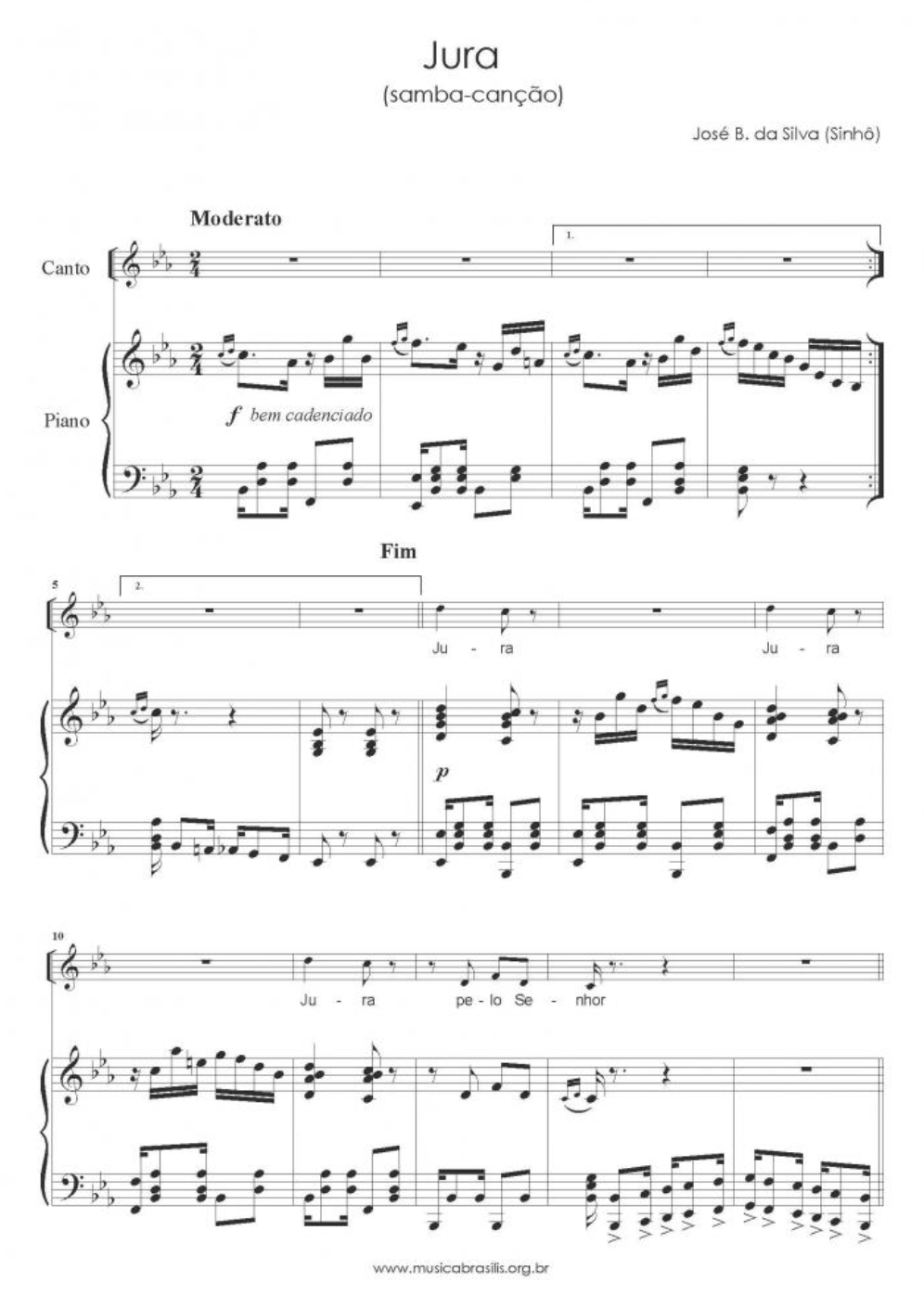
Première page de la partition de.

En 1928, il donne des cours de guitare au chanteur Mário Reis, qui devient son interprète préféré ; ils sortent ensemble deux de leurs plus grands succès : Jura et Gosto Que Me Enrosco. Il compose sa dernière samba, O Homem da Injeção, en juillet 1930, un mois avant sa mort, mais les paroles et la mélodie de cette samba disparaissent mystérieusement, sans jamais parvenir au public.
Sinhô meurt des suites d'une hémoptysie fulminante, à bord de la barge Sétima, lors d'un voyage depuis Ilha do Governador, où il vivait, à Rio de Janeiro,. Sa veillée et ses funérailles ont été décrites de façon très littéraire par Manuel Bandeira. Il est enterré au cimetière de São Francisco Xavier (pt).

## Hommages

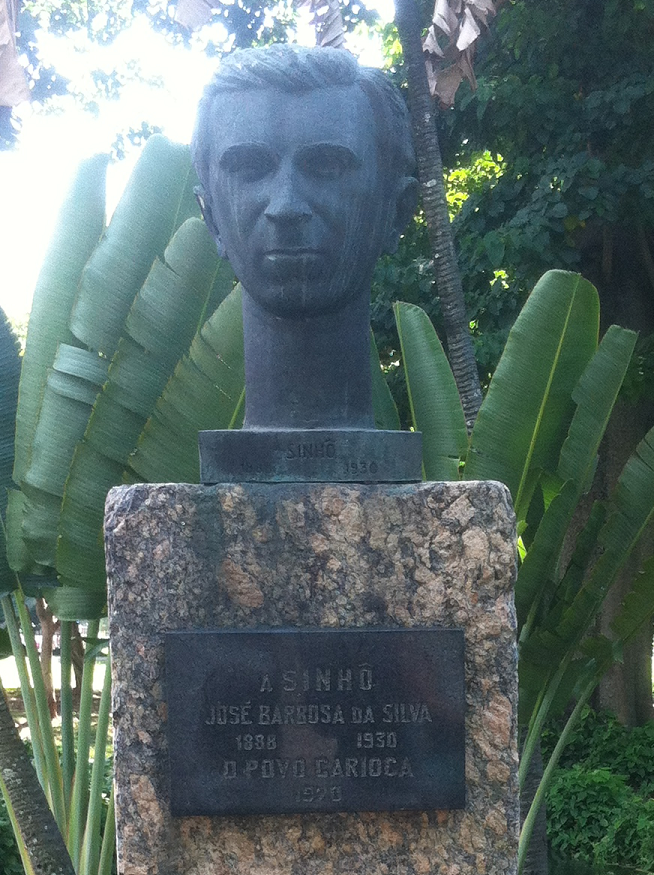
Buste de Sinhô (Campo de Santana, Rio de Janeiro).

En 1952, sous la direction de Lulu de Barros, l'actrice Cármen Santos produit le film O Rei do Samba, sur la trajectoire de vie de Sinhô.
Le 5 décembre 2010, à l'occasion du 80e anniversaire de la mort de Sinhô, TV Brasil diffuse l'émission De Lá pra Cá sur la vie du compositeur. L'émission, qui met en vedette les chanteurs Zeca Pagodinho, Teresa Cristina, Marcos Sacramento (pt), Clara Sandroni (pt) et Luiz Henrique Rosa (pt), comporte également un entretien du chercheur André Gardel, spécialiste de Sinhô.
En 2011, pour célébrer les 100 ans de l'émergence de Sinhô sur la scène artistique en tant que musicien en 1911, et dans la continuité des 80 ans de la disparition du grand maître, le chanteur Luiz Henrique Rosa, le chanteur et claquettiste Bob Lester (pt) et la chanteuse de radio Marion Duarte (pt) ont honoré Sinhô avec le spectacle Tributo ao Rei do Samba Sinhô, qui a été présenté dans différents lieux de la ville de Rio de Janeiro, comme le Salão Vip do Amarelinho à Cinelândia, le Teatro do SESC à Madureira et la Gafieira Estudantina à Praça Tiradentes (pt). Dans le spectacle, les chanteurs ont interprété de grands succès de Sinhô, tels que Jura, Gosto que me Enrosco, O Pé de Anjo, Sabiá et Sonho de Gaúcho, entre autres. Le spectacle était également enrichi de chansons de compositeurs contemporains de Sinhô, tels que Pixinguinha et Noel Rosa.

## Œuvres

### Compositions
- Achou Ruim Faz Meio Dia
- Ai Uê Dendê
- A Favela Vai Abaixo
- A Medida do Senhor do Bonfim
- Alegrias de Caboclo
- Alivia Estes Olhos (Eu Queria Saber)
- Alô Samba
- Alta Madrugada - Adão Na Roda
- Amar A Uma Só Mulher
- Amor de Poeta
- Amor Sem Dinheiro
- Amostra A Mão
- Ao Futebol
- Aos Pés de Deus
- Ave de Rapina
- Beijo de Colombina
- Bem Que Te Quero
- Benzinho
- Bem Te Vi
- Black Time
- Bobalhão
- Bofe Pamin DGE
- Burro de Carga (Carga de Burro)
- Burucuntum (sous le pseudonyme J. Curangy)
- Cabeça de Promessa
- Cabeça é Ás
- Cabecha Inchada
- Cada Um Por Sua Vez
- Cais Dourado
- Câmbio a Zero
- Canção do Ciúme
- Canção Roceira (Casinha de Sapê)
- Caneca de Couro
- Canjiquinha Quente
- Cansei
- Capineiro
- Carinhos de Vovô
- Carta do ABC (Pegue na Cartilha)
- Cassino Maxixe (paroles de Bastos Tigre)
- Cateretê na Poeira
- Cauã
- Chegou a Hora
- Chequerê
- Cocaína
- Como se Gosta
- Confessa, Meu Bem
- Confissão
- Confissões de Amor
- Correio da Manhã
- Corta Saia
- Criaturas (Vou Me Benzer)
- Custe o Que Custar
- Dá Nele
- De Boca em Boca (Segura o Boi)
- Deixe Deste Costume (Maldito Costume)
- Demo Demo
- Deus Nos Livre do Castigo das Mulheres
- Dia de Exame
- Dia de Gazeta
- Disse Me Disse
- Esponjas
- Estás Crescendo e Ficando Bobo
- Eu Ouço Falar (Seu Julinho)
- Evohé'
- Fala Baixo
- Fala Macacada
- Fala, Meu Lour
- Falando Sozinho
- Fique Firme
- Força e Luz (paroles de C. Castro)
- Garoto
- Gegê
- Golpe Feliz
- Gosto Que Me Enrosco
- Guitarra
- Hip Hurra
- Iracema
- Já é Demais
- Já Já
- Jura
- Juriti (Por Que Será?)
- Kananga do Japão
- Lei Seca
- Leonor
- Macumba Gegê
- Maitaca
- Mal de Amor
- Maldito Costume
- Meu Brasil
- Meus Ciúmes
- Mil e Uma Trapalhadas (avec Wilson Batista)
- Minha Branca
- Minha Paixão
- Missanga (Ô Rosa)
- Mosca Vareja (paroles de Durval Silva)
- Murmúrios
- Não Posso Me Amofinar
- Não Quero Saber Mais Dela (Samba da Favela)
- Não Sou Baú
- Não Te Quero Mais
- Não Tens Futuro
- Nossa Senhora do Brasil
- Ó Mão de Lixa
- O Pé de Anjo
- O Que é Nosso
- Ojaré
- Oju Burucu
- Olhos de Centelha (avec J. Costa Júnior)
- Ora Vejam Só
- Os Olhos da Cabocla
- Pé de Pilão
- Pega-Rapaz
- Pegue Seu Bode
- Penosas No Conforto
- Pianola
- Pingo D'Água (peut-être la même chanson que Queda D'água)
- Quando A Mulher Quer
- Quando Come Se Lambuza
- Que Vale A Nota Sem O Carinho da Mulher
- Queda D'água
- Quem Fala de Mim
- Quem São Eles?
- Ratos de Raça
- Recordar é Viver (Lembranças da Choça)
- Reminiscência do Passado (Dor de Cabeça)
- Resposta da Inveja
- Sabiá (il existe une deuxième version, avec un poème folklorique)
- Sai da Raia
- Salve-se Quem Puder
- Saudades
- Se Ela Soubesse Ler
- Se Meu Amor Me Vê
- Sem Amor
- Sempre Voando
- Sete Coroas
- Só Na Casa Aguiar
- Só Por Amizade
- Sonho de Gaúcho
- Sou da Fandanga (sous le pseydonyme Curangy)
- Super-Ale (avec Ernesto Silva)
- Tem Papagaio no Poleiro
- Tesourinha
- Tinteiro Virado
- Tirando o Retrato (Oia Ele, Nascimento)
- Três Macacos no Beco
- Tu Maltratas Coração
- Vida Apertada
- Virou Bola
- Viruta & Chicarron
- Viva a Penha
- Volta à Palhoça

### Discographie rétrospective et compilations
- Um Sinhô Compositor - double album - disque 2 : Sinhô Eu Canto Assim avec Luiz Henrique (2010, CD).
- Um Sinhô Compositor - double album - disque 1 : Quem São Eles? - avec Emilinha Borba et Jorge Goulart ; Mario Reis ; Carlos Galhardo ; Gilberto Alves; Moreira da Silva ; Jorge Veiga ; Joël Teixeira et Zezé Motta ; Paulinho da Viola ; Dercy Gonçalves ; Francisco Alves ; Vicente Célestino ; Silvio Caldas ; Baiano (2010, CD).
- Sinhô - Raízes da Música Popular Brasileira - collection Folha de S.Paulo - Vol. 25 - avec Francisco Alves, Lira Carioca (Clara Sandroni et Marcos Sacramento), Mário Reis, Aracy Cortes, Gastão Formente (2010, CD).
- Clôdo Ferreira Interpreta Sinhô - avec Clôdo Ferreira (2005, CD).
- Enciclopédia Musical Brasileira - Noel Rosa por Noel Rosa e Sinhô, de Mário Reis (2000, CD).
- É Sim, Sinhô - Volume. III - Lira Carioca - avec Clara Sandroni et Marcos Sacramento (2000, CD).
- É Sim, Sinhô - Volume. II - Lira Carioca - avec Clara Sandroni et Marcos Sacramento (1999, CD).
- É Sim, Sinhô - Lira Carioca - avec Clara Sandroni et Marcos Sacramento (1998, CD).
- Samba Sim Sinhô - avec Joël Teixeira (1990, LP)
- Revivendo - Sinhô - Vol 1 O Pé de Anjo / Vol. 2 Alivia Estes Olhos / Vol. 3 Fala, Meu Louro - avec Francisco Alves ; Mário Reis ; Januário de Oliveira ; Augusto Anibal ; Silvio Caldas ; Aracy Cortes ; Ildefonso Norat ; Breno Ferreira ; Carmen Miranda ; Arthur Castro ; Rosa Negra en duo avec Francisco Alves ; Henrique Chaves ; Iolanda Osório ; Carlos Serra ; Gastão Formenti ; Pedro Celestino ; Lucy Campos en duo avec Francisco Alves (1988, CD).
- Nosso Sinhô do Samba - avec Francisco Alves et Mário Reis (1988, LP).
- Grandes Autores - Grandes Intérpretes - Tome 2 autor: Sinhô - avec Ana Maria Brandão (1978, LP).
- Nova História da Música Popular Brasileira - avec Blecaute, Jorge Veiga, Francisco Alves et Rosa Negra, Paulo Tapajós et Turma do Sereno, Gilberto Alves et Bandinha de Altamiro Carrilho, Mário Reis, Paulinho da Viola e José Briamonte (1971, LP).
- Francisco Alves Interpreta Sinhô - avec Francisco Alves (1968, LP).